# Jerome Bruner
Jerome Seymour Bruner, född 1 oktober 1915 i New York, död 5 juni 2016 i New York, var en amerikansk psykolog som bidrog till kognitiv psykologi och kognitiv inlärningsteori inom utbildningspsykologi.
Bruners idéer bygger på kategorisering. "Att uppfatta är att kategorisera, att föreställa sig är att kategorisera, att lära sig är att skapa kategorier, att ta beslut är att kategorisera." Bruner hävdar att människor tolkar världen utifrån dess likheter och olikheter.

## Bruners teori för kognitiv utveckling
I sin teori för kognitiv utveckling, säger Bruner att det finns tre former av representation (=sätt att uttrycka sig och uppleva omvärlden):
- Den enaktiva. Handlingsbaserad. Omvärlden uppfattas och hanteras genom handlingar, fram till 1 års ålder.
- Den ikoniska. Bildbaserad. Att utöver handlingar även förstå omvärlden med hjälp av bilder. Efter 1 års ålder.
- Den symboliska. Språkbaserad. Från cirka 1,5 års ålder men först vid 10 år är den symboliska formen ordentligt utvecklad.

En vuxen människa använder alla tre formerna för att fungera kognitivt.
Utvecklingen kännetecknas av att människan blir allt mindre beroende av omgivningens krav, och allt mer börjar fungera utifrån sina egna bedömningar av hur man bör handla i olika situationer.
Grundläggande för all utveckling och för området undervisning, är hänsynen till dels omgivningens gestaltning i samspelet miljö-individ, dels individens egna förutsättningar och motiv för inlärning. Motiven är tre: 
- Kompetensmotivet. Visa både andra och sig själv att man kan något.
- Ömsesidighetsmotivet. Sträva mot ett mål tillsammans med andra.
- Nyfikenhetsmotivet. Viljan att veta och lära nytt.

## Undervisningsprocessen
Bruners skrift Undervisningsprocessen (The Process of Education), (1960), hade stor inverkan på utbildningspolitiken i USA. Boken ser barnen som aktiva problemlösare som är redo att utforska "svåra" ämnen. Fyra viktiga element kan lyftas fram ur boken:
- Vikten av struktur i utbildningen. Att lära ut hur saker hänger ihop är det viktiga, i stället för att bara lära ut fakta och tekniker. Att eleven förstår strukturen innebär att mycket annat kan relateras till det på ett meningsfullt sätt. Om den tidiga inlärningen ska göra den senare inlärningen lättare, så måste helhetsbilden med relationen mellan det man stött på tidigare och det nya materialet göras så tydlig som möjligt.
- Mognad för att lära. Bruner hävdar att skolorna har slösat bort tid genom att skjuta upp undervisning av viktiga områden, för att de bedömts som "för svåra." Enligt Bruner kan även ett barn lära sig komplicerat material, förutsatt att instruktionen är upplagd på ett pedagogiskt och anpassat vis. Viktigt är att man har en spiralprincip i läroplanen - man måste gång på gång återbesöka de grundläggande begreppen. Repetition ger mindre luckor mellan de gamla och de nya kunskaperna.
- Intuitivt och analytiskt tänkande. Intuition (tekniken att komma till en slutsats utan att gå genom de analytiska stegen) är ett underskattat men viktigt sätt att tänka produktivt. Bruner ger exempel på hur lärare kan skapa förutsättningar för hur intuitionen kan blomstra.
- Lärandets motiv. Det ideala stimulit för att lära, är om eleven verkligen är intresserad av ämnet, i stället för externa mål som exempelvis betyg. Motiven för att lära får aldrig bli passiva, man måste i största möjliga mån väcka ett intresse hos eleven för vad som finns att lära sig.